# Qieyang Shenjie
Dans ce nom chinois, le nom de famille, Qieyang, précède le nom personnel.
Qieyang Shenjie (chinois simplifié : 切阳什姐 ; pinyin : Qiēyáng Shíjiě) également connue sous le nom de Choeyang Kyi (tibétain  :ཆོས་དབྱིངས་སྐྱིད་ ; Wylie : chos dbyings skyid), née le 11 novembre 1990 dans le comté de Haiyan, préfecture autonome tibétaine de Haibei, Qinghai dans une famille d'éleveurs, est une athlète chinoise, d'ethnie tibétaine,  spécialiste de la marche.
Championne olympique du 20 km marche en 2012, après déclassement des Russes Olga Kaniskina et Elena Lashmanova, elle détient également quatre médailles mondiales, une en argent et trois en bronze, acquises sur 20 et 35 km marche. 

## Biographie
En septembre 2006, Qieyang Shenjie entre à l’École des sports du Qinghai et se met à la marche sur les conseils de son premier entraîneur. En 2010, elle est sélectionnée dans l'équipe nationale chinoise d’athlétisme. Actuellement, elle suit des études à l'Université normale du Qinghai.
Sa spécialité est le 20 kilomètres marche. Elle termine 3e, après disqualification de deux Russes, lors des Championnats du monde d'athlétisme de 2011 à Daegu. Lors des Jeux olympiques de Londres de 2012, elle remporte initialement une médaille de bronze en battant le record d'Asie, avec un temps d'1 h 25 min 16 s. Elle est alors la première Tibétaine à participer aux Jeux olympiques. En 2016, en raison de la disqualification pour dopage des Russes Olga Kaniskina et Elena Lashmanova, elle récupère finalement le titre olympique, son chrono constituant désormais l'actuel record olympique. Deux autres Chinoises, Liu Hong et Lü Xiuzhi , l'accompagnent sur le podium.
Elle remporte la médaille d'argent individuelle et le titre mondial par équipes lors des Championnats du monde par équipes de marche 2016 sur 20 km.
Elle est médaillée d'argent du 20 km marche aux championnats du monde d'athlétisme 2019 à Doha.
En 2022, elle décroche la médaille de bronze sur 20 km et sur 35 km aux Championnats du monde d'athlétisme 2022 à Eugene.

## Palmarès
| Date | Compétition           | Lieu           | Résultat | Épreuve      | Temps                |
| ---- | --------------------- | -------------- | -------- | ------------ | -------------------- |
| 2011 | Championnats du monde | Daegu          | 3e       | 20 km marche | 1 h 31 min 14 s      |
| 2012 | Jeux Olympiques       | Londres        | 1re      | 20 km marche | 1 h 25 min 16 s (OR) |
| 2013 | Championnats du monde | Moscou         | 13e      | 20 km marche | 1 h 31 min 15 s      |
| 2016 | Jeux Olympiques       | Rio de Janeiro | 5e       | 20 km marche | 1 h 29 min 04 s      |
| 2019 | Championnats du monde | Doha           | 2e       | 20 km marche | 1 h 33 min 10 s      |
| 2021 | Jeux Olympiques       | Sapporo        | 7e       | 20 km marche | 1 h 31 min 04 s      |
| 2022 | Championnats du monde | Eugene         | 3e       | 20 km marche | 1 h 27 min 56 s      |
| 2022 | Championnats du monde | Eugene         | 3e       | 35 km marche | 2 h 40 min 37 s      |